# 今泉昭彦
今泉昭彦（いまいずみ てるひこ、1976年 - ）は日本のイラストレーター。男性。東京都江戸川区生まれ、山形県酒田市在住。天真学園高等学校卒業。
2023年現在、フリーのイラストレーターである。アンソロジーコミックへの作品提供が多い。同人活動も行っている。
ロードバイクが趣味。

## 作品一覧

### 挿絵
- 佐藤家の選択

### ゲームキャラクターデザイン
- ジグソーワールド 〜大激闘!ジグバトル・ヒーローズ〜（2008年6月26日）
- コードギアス 反逆のルルーシュR2 盤上のギアス劇場（2008年8月7日） - SDキャラクターデザイン
- Go! Go! Cosmo Cops!（2009年8月28日） ※日本未発売
- トリニティ・ユニバース（2009年10月1日） - 「みゆ」のデザイン
- 絶対ヒーロー改造計画（2010年3月11日）
- シャドウ・オブ・エクリプス（2013年7月25日）

### イラスト
- はなまる幼稚園 第2話エンドカード

### その他
- ハローキティといっしょ!
- cusco ジュニアラリーチーム - 競技車両イラスト、キャラクターデザイン（佐藤りあ・渋川井かほ）
- ゴッドハンド株式会社 公式キャラクターニパ子 - 痛車用公式イラスト